# Кудринская площадь
Ку́дринская пло́щадь (с 1919 по 1922 и с 1925 по 1992 год — пло́щадь Восста́ния, с 1922 по 1925 год — пло́щадь Эже́на Потье́) — площадь в Пресненском районе Центрального административного округа города Москвы на Садовом кольце между Баррикадной, Садовой-Кудринской, Большой Никитской и Поварской улицами, Новинским бульваром и Кудринским переулком. Появилась в конце XVIII века на месте села Кудрино. На площади расположена одна из «сталинских высоток» — 24-этажный жилой дом.

## Происхождение названия
Название площади менялось несколько раз. Изначальное наименование — Кудринская — по располагавшемуся на этой территории селу Кудрино. В 1919 году в память о революционных событиях 1905 и 1917 годов площадь переименовали в площадь Восстания. В 1922 году название вновь изменилось — площадь стала носить имя французского поэта, автора «Интернационала» и участника Парижской коммуны Эжена Потье. В 1925-м площади вернули прежнее название — площадь Восстания, оно сохранялось до 1992 года.

## История

### Возникновение

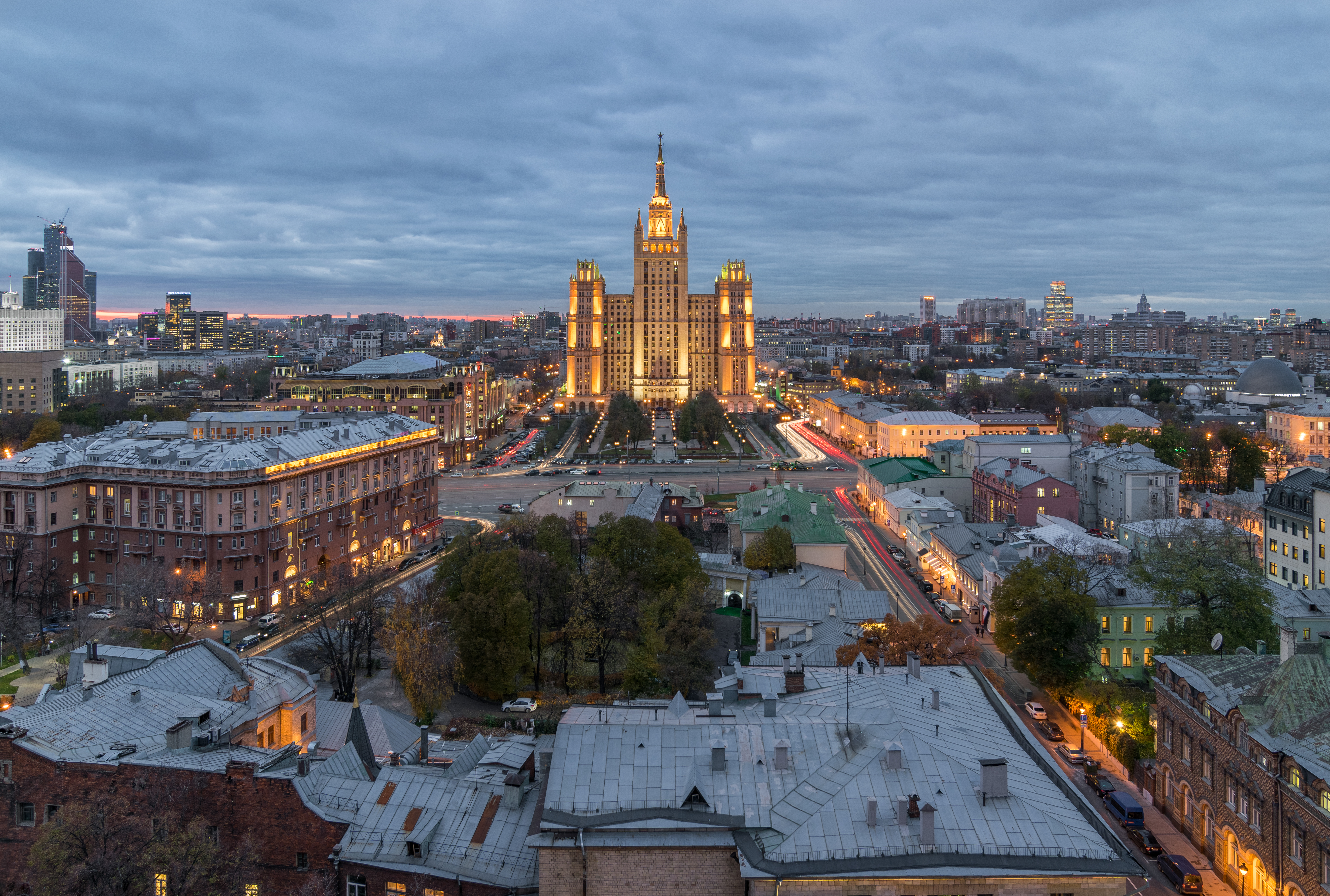
Вид на Кудринскую площадь и высотное здание на ней, 2015 год

Кудринская площадь появилась в конце XVIII века на месте располагавшегося в XIV—XVII веках на этой территории села Кудрино, изначально принадлежавшего Владимиру Андреевичу — серпуховскому князю, герою Куликовской битвы, внуку Ивана Калиты. После смерти князя Владимира Андреевича в 1410 году его вдова передала земли во владение митрополиту Фотию, который впоследствии подарил их основанному им Новинскому монастырю.
В 1680-е годы на месте Кудринской площади размещался двор князя Василия Голицына, а в начале XVIII века село Кудрино находилось во владении у двоюродного брата Петра I — Александра Нарышкина. В 1748 году во дворе Нарышкина произошёл крупный пожар, а в 1790-м на этом месте появилась «небольшая площадь с лавками у церкви Покрова в Кудрине», где крестьяне продавали товары.
Согласно другой версии, площадь существовала на этом месте уже в конце XVII века и была образована «у городских ворот Земляного вала, на пересечении с дорогой из Кремля в Волоколамск и далее к Великому Новгороду».

### XIX—XX века
Изначально площадь не имела чёткой формы, но после московского пожара 1812 года была сделана квадратной.
В декабре 1905-го площадь являлась главными воротами из центра города на Пресню, где 10—16 декабря велись бои рабочих дружин, защищавших эту часть революционной Москвы против войск царского самодержавия. 17 декабря площадь была захвачена прибывшим из Петербурга Семёновским гвардейским полком.
До 1914 года на площади собирался привозной рынок, а по её сторонам располагались мелкие деревянные лавки. В 1914-м рынок убрали и устроили на площади круглый сквер с фонтаном.
Бои с контрреволюционными отрядами на этой территории велись и в октябре 1917 года, в результате чего 31 октября Красная гвардия укрепилась на площади и совершила наступление к Никитским и Арбатским воротам и к Смоленской-Сенной площади. В располагавшемся тогда на площади здании Вдовьего дома находились лазарет для раненых красногрардейцев и столовая. В память об этих событиях площадь в 1922 году была названа площадью Восстания и именовалась так до 1992-го.
В 1936 году от Кудринской площади до Курского вокзала запустили троллейбусный маршрут «Б», в народе прозванный «Букашкой».
В 1937 году была осуществлена реконструкция площади: площадь заасфальтировали и расширили к востоку, снеся палисадник перед бывшим Вдовьим домом, церковь Покрова в Кудрине, построенный после пожара 1812 года каменный дом гостиницы и небольшие дома к западу и югу от площади. В то время площадь вошла в число самых больших площадей Москвы — 18 га.

### XXI век
В 2003 году на площади был установлен монумент Фёдору Шаляпину работы скульптора Вадима Церковникова. Создание монумента спонсировали частные лица.
В конце 2010 года на лицевой стороне правого крыла жилого дома № 1 на Кудринской площади была установлена мемориальная доска, посвящённая Михаилу Посохину — архитектору, который совместно с Ашотом Мндоянцем спроектировал это здание. На стене этого же дома в январе 2016 года появилась памятная доска народному артисту СССР Евгению Веснику, проживавшему в нём долгие годы. В июне того же года на стене здания установили памятную доску одному из основоположников сердечно-сосудистой хирургии в СССР Александру Бакулеву, выполненную Зурабом Церетели и Златой Златиной.
В октябре 2016 года в ходе реализации программы благоустройства «Моя улица» на Кудринской площади был установлен приподнятый пешеходный переход — устроенный на одном уровне с тротуаром. Такой переход более удобен для маломобильных групп населения, а также повышает уровень безопасности на дорогах, поскольку водители вынуждены снижать скорость. Благоустройством Кудринской площади по программе «Моя улица» в 2016 году занималось архитектурное бюро А2ОМ. В сентябре 2017-го ко Дню города на площадь вернули брусчатое покрытие начала XX века, а рядом с высотным зданием создали городское пространство с освещением, лавочками и деревьями. В 2021 году часть Кудринской площади, расположенная внутри Садового кольца, была выделена в отдельную площадь Чайковского.

## Примечательные здания

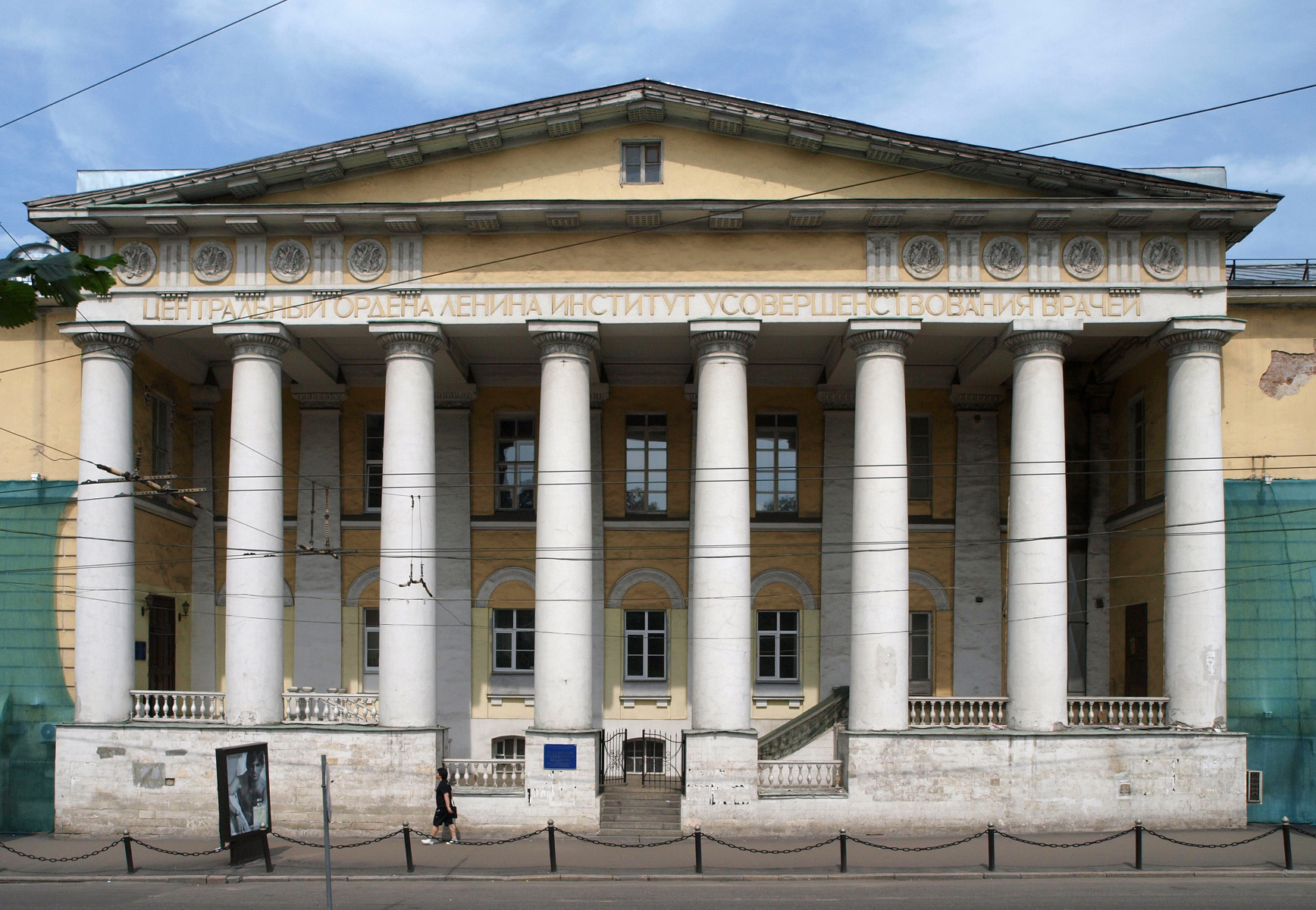
Здание бывшего Вдовьего дома, 2008 год

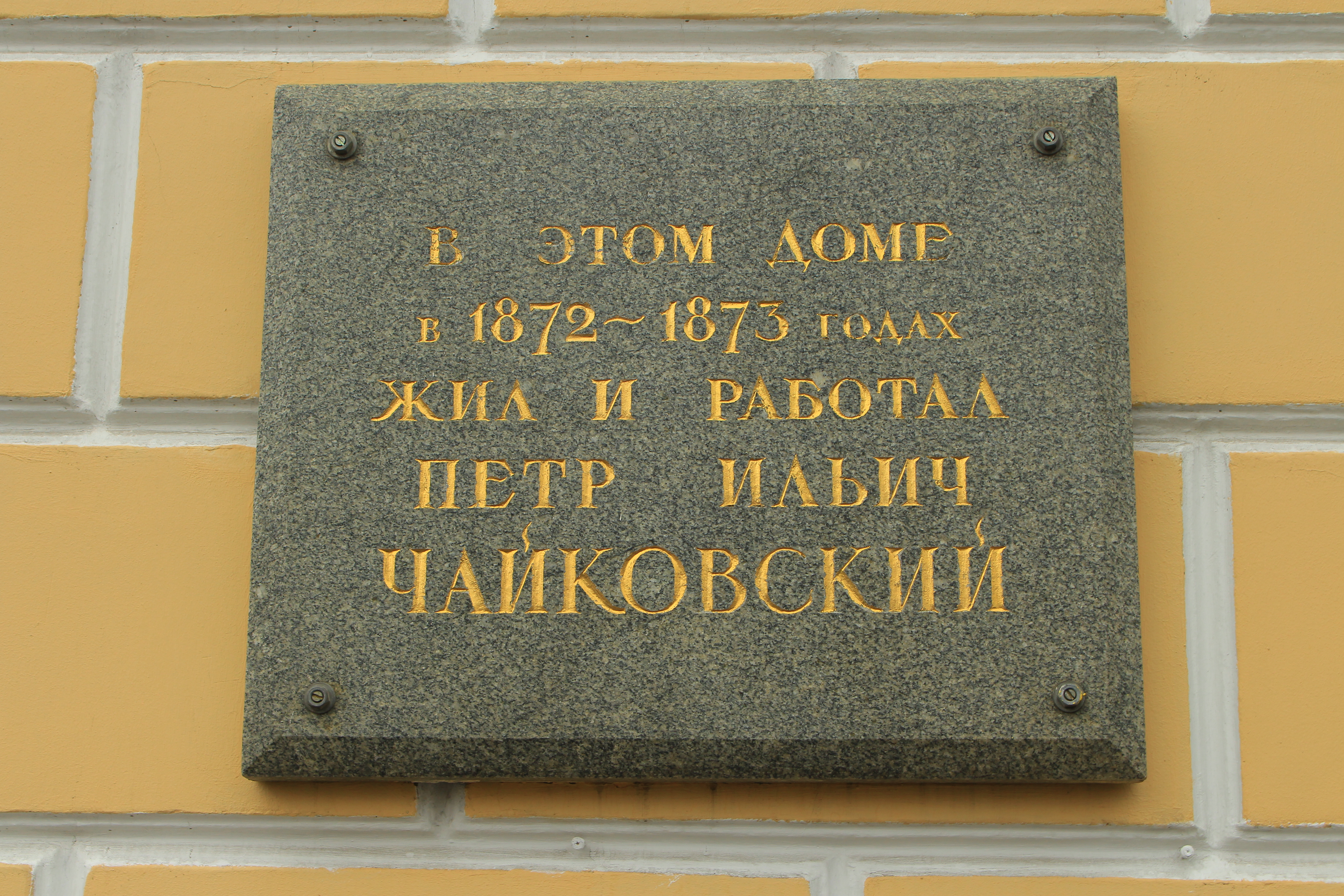
Памятная доска на стене музея «П. И. Чайковский и Москва», 2015 год

- Жилой дом (Кудринская площадь, д. 1) — 24-этажное здание, построенное в 1954 году по проекту Михаила Посохина и Ашота Мндоянца, одна из «сталинских высоток». В народе здание иногда называют «Домом авиаторов»: квартиры в нём принадлежали руководящим работникам авиационной промышленности, лётчикам-испытателям, командному составу Военно-воздушных сил. Здание украшают скульптурные композиции и барельефы. Подвалы дома соединены с системой подземных сооружений, среди которых бомбоубежище, выходящее за пределы надземной части здания. Предположительно, облик здания создавался в подражание американским небоскрёбам, в частности — Terminal Tower[3][23][24].
- Российская медицинская академия последипломного образования (Баррикадная улица, д. 2/1, стр. 1). Здание в стиле ампир было построено Иваном Жилярди. До 1811 года в нём размещалась Главная аптека, а после — Александровский мещанский институт. После 1811 года здание занял Вдовий дом — богадельня для вдов и сирот военных и чиновников. В 1812 году дом сгорел, остались только стены. На следующий год под руководством архитектора Жилярди дом восстановили, оставив сохранившиеся стены. В 1820—1823 годах его перестроили по проекту сына архитектора — Дементия Жилярди. В этом здании вместе с матерью провёл детство писатель Александр Куприн. В его повести «Юнкера» и рассказе «Святая ложь» находятся описания Вдовьего дома[25][6][26][27].
- Музей «П. И. Чайковский и Москва» (Кудринская пл., д. 46/54). Объединяет два строения: основной дом и флигель городской усадьбы XIX века. В квартире, расположенной на втором этаже флигеля, в 1872—1873 годах жил композитор Пётр Чайковский. В январе 2017-го Главгосэкспертизой России был одобрен проект реставрации музея и создания на его территории Центра культурного и исторического наследия Мстислава Ростроповича и Галины Вишневской. Центр запланировано построить на дворовой неиспользуемой территории. Проект центра включает в себя концертный зал, музыкальные гостиные, музейные экспозиции о жизни и творчестве Ростроповича и Вишневской, а также помещения для проведения временных выставок[28][29].
- Усадьба А. К. Коптева-Н. А. Мейендорфа (Большая Никитская улица, д. 57/46, стр. 1). Здание неоднократно перестраивалось, последний раз его реконструировали в 1900 году по проекту архитектора А. В. Флодина. В 2011—2015 годах усадьба была отреставрирована[30].

## Общественный транспорт
- Станции метро  Баррикадная,  Краснопресненская
- Автобусы с369, м3, 239, 344, 379, Б

## В искусстве
- В фильме «Три тополя на Плющихе» был показан дом на Кудринской площади[31].
- Площадь упоминается в мультфильме «Дядя Стёпа — милиционер», вышедшем в 1964 году по одноимённому стихотворению Сергея Михалкова[32]:

Шли ребята мимо зданья,
Что на площади Восстанья,
Вдруг глядят — стоит Степан,
Их любимый великан!
Все застыли в удивленье:
— Дядя Стёпа! Это вы?
Здесь не ваше отделенье
И не ваш район Москвы!

Дядя Стёпа козырнул,
Улыбнулся, подмигнул:
— Получил я пост почётный!—
И теперь на мостовой,
Там, где дом стоит высотный,
Есть высотный постовой!
- Площадь Восстания упоминается в песне Алексея Иващенко «Кладут асфальт»[33].
- В высотном здании «на площади Восстания» живёт дядя Катерины из фильма «Москва слезам не верит», и именно там происходит встреча Кати и Рудольфа.